# Halet Çambel
Halet Çambel (Berlijn, 27 augustus 1916 – Istanboel, 12 januari 2014) was een Turks archeologe en schermster. Als archeologe was ze een van de meest vooraanstaande onderzoekers van de prehistorie van Turkije. Verder trad ze aan als schermster voor Turkije tijdens de Olympische Zomerspelen in Berlijn van 1936.

## Levensloop
Çambel werd in Duitsland geboren als derde kind van Turkse ouders. Haar vader Hasan Cemil Çambel was militair attaché en haar moeder Remziye Çambel een dochter van de Turkse ambassadeur in Berlijn. Na de Eerste Wereldoorlog (1914-1918) woonde het gezin enige tijd in Zwitserland en Oostenrijk. Vanwege de bezetting van het Ottomaanse Rijk, die op de oorlog volgde, keerde het gezin pas weer terug naar Turkije na de ondertekening van de Vrede van Sèvres.
Çambel begon tijdens haar schooltijd met schermsport-trainingen toen ze in de buurt van het Engelstalige Robert-College in Istanboel-Noord kwam te wonen. Later, in 1936 tijdens haar studie, vertegenwoordigde ze als schermster haar land als eerste Turkse vrouw tijdens de Olympische Spelen.
Haar studie deed ze in archeologie en prehistorie aan de Universiteit van Sorbonne in Parijs. Daarna, in 1940, ging ze als assistent aan de slag op de faculteit voor literatuur van de universiteit van Istanboel. Hier behaalde ze haar doctortitel. Erna werkte ze nog als gastdocent aan de Universiteit van Saarland in Duitsland. Na haar terugkeer in Turkije trouwde ze met de dichter en latere architect Nail Çakırhan (1910-2008).
Begin jaren vijftig werden de nieuwe vondsten van Karatepe van grote invloed op haar verdere carrière. Karatepe was een antieke stad van de Hettieten in de buurt van Kadirli in de provincie Osmaniye. Hier assisteerde ze de Duitse onderzoeker Helmuth Theodor Bossert met afgravingen van de stad en de ontcijfering van de Hettietische taal. De ontcijfering was mogelijk dankzij de vondst van de bilingue van Karatepe, een steen met twee maal een tekst, zowel in het Fenicisch als het Luwisch.
Verder werkte ze nauw samen met Kurt Bittel, de latere voorzitter van het Deutsches Archäologisches Institut. In 1960 nam Çambel de leerstoel Zuidwest-Aziatische archeologie over op de universiteit van Istanboel, waarmee ze de eerste vrouwelijke hoogleraar van Turkije werd.
Çambel werd vele malen onderscheiden, waaronder met een eredoctoraat van de Eberhard-Karls-Universiteit en een Prins Claus Prijs.
- Bibsys: 90935717
- Bibliothèque nationale de France: cb12387602n (data)
- CiNii: DA12717818
- Gemeinsame Normdatei: 132128128
- International Standard Name Identifier: 0000 0001 0872 8678
- Library of Congress Control Number: n85244277
- Nationale Bibliotheek van Israël: 987007275839605171
- Nederlandse Thesaurus van Auteursnamen: 074973665
- Réseau des bibliothèques de Suisse occidentale: 02-A004021857
- Istituto Centrale per il Catalogo Unico: UFIV018627
- Système universitaire de documentation: 032948336
- Virtual International Authority File: 15189304
- WorldCat: E39PBJqw8K7VRW4vyYcBKtx7HC